# Kroptewitz
Kroptewitz ist ein Ortsteil der Stadt Leisnig im Landkreis Mittelsachsen. 1950 hatte der Ort 468 Einwohner. 1962 ging er an Bockelwitz, 2012 mit diesem nach Leisnig.

## Geschichte
Kroptewitz ist eine Gutssiedlung.
1306 wurde das Dorf Croptuwitz an die Pfarrkirche in Bockelwitz gewiesen.
1548 wird es in den Amtserbbüchern nicht genannt. 1551 gehörte Kroptewitz mit seinem Vorwerk zum Rittergut Sitten.
Seit dem 15. Jahrhundert war es im Besitz derer von Kötteritzsch (siehe Sitten). Einige der Rittergutsbesitzer nennt Kamprad (1753), auch Kunze (2007) und das Album der Rittergüter (1860).
Der Ort war anfangs nach Altleisnig gepfarrt, seit 1306 nach Bockelwitz.
Am 1. Juli 1950 wurde die bis dahin eigenständige Gemeinde Dobernitz eingegliedert.